# Discografia dei Black Sabbath
Discografia del gruppo heavy metal britannico Black Sabbath.

## Album in studio
| Data                             | Album                  | Etichetta            | Posizione Classifica         | Premiazioni                                                        |
| 1970                             | Black Sabbath          | Warner Bros. Records | #8 Regno Unito numero 23 USA | 1 disco di platino negli USA, 1 disco di platino nel Regno Unito   |
| 1971 (U.S.A.) 1970 (Regno Unito) | Paranoid               | Warner Bros. Records | #1 Regno Unito numero 12 USA | 4 dischi di platino negli USA, 7 dischi di platino nel Regno Unito |
| 1971                             | Master of Reality      | Warner Bros. Records | #5 Regno Unito numero 8 USA  | 2 dischi di platino negli USA, 3 dischi di platino nel Regno Unito |
| 1972                             | Black Sabbath, Vol. 4  | Warner Bros. Records | #8 Regno Unito #13 USA       | 1 disco di platino negli USA, 2 dischi di platino nel Regno Unito  |
| 1974 (U.S.A.) 1973 (Regno Unito) | Sabbath Bloody Sabbath | Warner Bros. Records | #4 Regno Unito #11 USA       | 1 disco di platino negli USA, 3 dischi di platino nel Regno Unito  |
| 1975                             | Sabotage               | Warner Bros. Records | #7 Regno Unito #28 USA       | 1 disco d'oro negli USA, 1 disco di platino nel Regno Unito        |
| 1976                             | Technical Ecstasy      | Warner Bros. Records | #13 Regno Unito #51 USA      | 1 disco d'oro negli USA, 1 disco di platino nel Regno Unito        |
| 1978                             | Never Say Die!         | Warner Bros. Records | #12 Regno Unito #69 USA      | 1 disco d'oro negli USA, 1 disco di platino nel Regno Unito        |
| 1980                             | Heaven and Hell        | Warner Bros. Records | #9 Regno Unito #28 USA       | 1 disco di platino negli USA, 2 dischi di platino nel Regno Unito  |
| 1981                             | Mob Rules              | Warner Bros. Records | #12 Regno Unito #29 USA      | 1 disco d'oro negli USA, 1 disco di platino nel Regno Unito        |
| 1983                             | Born Again             | Warner Bros. Records | #4 Regno Unito #39 USA       | /                                                                  |
| 1986                             | Seventh Star           | Warner Bros. Records | #27 Regno Unito #78 USA      | /                                                                  |
| 1987                             | The Eternal Idol       | Warner Bros. Records | #66 Regno Unito #168 USA     | /                                                                  |
| 1989                             | Headless Cross         | I.R.S.               | #31 Regno Unito #115 USA     | 1 disco d'oro nel Regno Unito                                      |
| 1990                             | TYR                    | I.R.S.               | #24 Regno Unito              | /                                                                  |
| 1992                             | Dehumanizer            | Warner Bros. Records | #28 Regno Unito #44 USA      | 1 disco di platino nel Regno Unito                                 |
| 1994                             | Cross Purposes         | I.R.S.               | #41 Regno Unito #122 USA     | /                                                                  |
| 1995                             | Forbidden              | EMI                  | #71 Regno Unito              | /                                                                  |
| 2013                             | 13                     | Mercury, Universal   | #6 Italia                    |                                                                    |

## Album dal vivo
| Data | Album                            | Etichetta            | Posizione Classifica          | Premiazioni                        |
| 1982 | Live Evil                        | Warner Bros. Records | #13 Regno Unito #37 USA       | 1 disco di platino nel Regno Unito |
| 1995 | Cross Purposes Live              | Warner Bros. Records | /                             | /                                  |
| 1998 | Reunion                          | Epic Records         | #41 Regno Unito numero 11 USA | 1 disco di platino negli USA       |
| 2002 | Past Lives                       | Sanctuary Records    | #114 USA                      | /                                  |
| 2007 | Live at Hammersmith Odeon        | Warner Bros. Records | /                             | Rarità, solo 3000 copie            |
| 2013 | Live... Gathered in Their Masses | Vertigo Records      |                               | /                                  |
| 2017 | The End: Live in Birmingham      | Eagle Vision         | /                             | /                                  |

## Raccolte
| Data                             | Album                                                         | Etichetta            | Posizione Classifica    | Premiazioni                                                      |
| 1976 (U.S.A.) 1975 (Regno Unito) | We Sold Our Soul for Rock 'n' Roll                            | Warner Bros. Records | #35 Regno Unito #48 USA | 2 dischi di platino negli USA, 1 disco d'argento nel Regno Unito |
| 1977                             | Greatest Hits                                                 | NEMS Records         | /                       | /                                                                |
| 1996                             | The Sabbath Stones                                            | Warner Bros. Records | /                       | /                                                                |
| 2000                             | The Best of Black Sabbath                                     | Castle Music         | /                       | /                                                                |
| 2002                             | Symptom of the Universe: The Original Black Sabbath 1970-1978 | Warner Bros. Records | /                       | /                                                                |
| 2006                             | Greatest Hits 1970-1978                                       | Warner Bros. Records | #96 USA                 | /                                                                |
| 2007                             | Black Sabbath: The Dio Years                                  | Rhino Records        | #54 USA                 | /                                                                |

## Extended play
- 2016 - The End

## Singoli (Regno Unito)
| Data | Titolo                  | Etichetta       | Posizione Classifica | Premiazioni |
| 1970 | Evil Woman/Wicked World | Fontana Records | N/A                  | /           |
| 1970 | Paranoid                | Vertigo Records | # 4                  | /           |
| 1970 | Iron Man                | Vertigo Records | # 21                 | /           |
| 1978 | Never Say Die           | Vertigo Records | # 21                 | /           |
| 1978 | A Hard Road             | Vertigo Records | # 33                 | /           |
| 1980 | Neon Knights            | Vertigo Records | # 22                 | /           |
| 1980 | Die Young               | Vertigo Records | # 41                 | /           |
| 1981 | Mob Rules               | Vertigo Records | # 46                 | /           |
| 1982 | Turn Up the Night       | Vertigo Records | # 37                 | /           |
| 1989 | Headless Cross          | I.R.S. Records  | # 62                 | /           |
| 1989 | Devil and Daughter      | I.R.S. Records  | # 81                 | /           |
| 1990 | Feels Good to Me        | I.R.S. Records  | # 79                 | /           |
|      |                         |                 |                      |             |
| 1992 | TV Crimes               | I.R.S. Records  | # 33                 | /           |

## Cofanetti
| Data | Album                                                      | Etichetta            | Posizione Classifica | Premiazioni |
| 2004 | Black Box: The Complete Original Black Sabbath (1970-1978) | Warner Bros. Records | /                    | /           |
| 2008 | The Rules of Hell                                          | Rhino Records        | /                    | /           |
| 2024 | Anno Domini 1989-1995                                      | BMG, Rhino           | /                    | /           |

## Dischi tributo
| Data | Album                                            | Etichetta  | Posizione Classifica | Premiazioni |
| 1994 | Nativity in Black: A Tribute to Black Sabbath    | Sony Music | /                    | /           |
| 2000 | Nativity in Black II: A Tribute to Black Sabbath | Sony Music | /                    | /           |

## Album non ufficiali
1980 - Live at Last
1986 - Turn to Glenn
1996 - Under Wheels of Confusion